# 張家慧
張家慧（1981年9月16日—），台灣女藝人，參與多部戲劇、電影、MV等演出。原以張毓晨為藝名，現改回本名。初出道以吐司男之吻的姐姐Chanel走紅。小時候因為太頑皮，把BB彈放進耳朵裡，造成左耳失聰。

## 作品

### 電視劇
- 2001年《情人的眼淚》
- 2001年《Mr.Com之死》
- 2001年《石頭的故事》
- 2001年《吐司男之吻》（飾 Chanel）
- 2001年《吐司男之吻Ⅱ之愛情本事》（飾 Chanel）
- 2002年《十八歲的約定》（飾 宋心晨）
- 2002年《摘星》（飾 朱麗花）
- 2003年《狂愛龍捲風》（飾 愛倫）
- 2003年《心動列車》（飾 陸瑤）
- 2006年《愛殺17》（飾 鐘語雯）
- 2007年《熱情仲夏》（飾 歐陽語嫣）
- 2008年《芭娜娜上路》（飾 芝瑩）
- 2008年《我的億萬麵包》（飾 黃玲瓏）
- 2009年《我愛耳邊風》（飾 冰冰）
- 2010年《愛∞無限》（飾 美如姐）
- 2011年《愛讓我們在一起》（飾 李莉）
- 2011年《姊妹》（飾 楊曉音）
- 2011年《華麗的挑戰》（飾 費梨花）
- 2012年《白色之戀》（飾 黎美和）
- 2013年《第三十一首籤》（飾  Ashley）
- 2013年《愛的生存之道》（飾 羅家怡）
- 2013年《結婚好嗎？》（飾 孫群芳）
- 2014年《徵婚啟事》（飾 葉曉琳）
- 2015年《莫非，這就是愛情》（飾 Linda）
- 2017年《東區小巷的大廟》（飾 蔣麗雯）
- 2019年《想見你》（飾 娜姐）
- 2021年《逆局》（飾 秦佳馨）
- 2021年《無神之地不下雨》（飾 阿梅）
- 2022年《姊妹們，上》（飾 王湘鳳）
- 2022年《台北女子圖鑑》（飾 貴婦）
- 2022年《你的婚姻不是你的婚姻－梅莉》（飾 Amanda）
- 2025年《假日到山裏來看你》（飾 吳麗月）

### 電影
- 2000年《起毛球了》
- 2002年《給我一支貓》
- 2003年《緩慢消失》
- 2005年《宅變》飾 張以晨
- 2006年《飛往昨天的CI006》（短片）飾 吳慧婷
- 2008年《野蠻的溫柔》（別名：女人我最大）飾 周燕燕
- 2009年《針尖上的天使》（短片）
- 2010年《我愛耳邊風》（短片）
- 2010年《小丑魚》
- 2019年《一起衝線》飾 艾麗萱
- 2022年《想見你》飾 娜姐
- 2022年《女優，摔吧！》飾 小優

### 網路短篇劇集
- 2010年《清蜜星體驗-第五篇：獅子座為愛包容 》（飾 Kelly）
- 2010年《清蜜星體驗-第六篇：處女座不再挑剔 》（飾 Kelly）
- 2010年《清蜜星體驗-第十一篇：水瓶座懂得分享》（飾 Kelly）
- 2010年《清蜜星體驗-第十一篇：水瓶座懂得分享》（飾 Kelly）
- 2013年《那一個晚上10pm》（飾 陳庭）

### 廣告
- 《黎詩洗髮精》
- 《絲逸歡洗髮精》
- 《台灣大哥大》
- 《多喝水--水果口味》
- 《開喜》
- 《台新銀行》
- 《純品康納》
- 平面雜誌
- 服裝型錄

### 寫真集
- 《都是假的》

### 音樂錄影帶
- 2022年周興哲《最後一堂課》
- 2019年信《痞子的情書》
- 2013年林俊傑《One Shot》
- 2012年太妃堂《斷》
- 2010年酷愛樂團《別回答》
- 2009年林宥嘉《說謊》
- 2009年范怡文《勇敢幸福》
- 2007年潘瑋柏《說你愛我》
- 2003年容祖兒《獨照》
- 2001年伍思凱《想你的天空》
- 2000年陳珊妮《完美》
- 2000年kiss《給我自由》
- 2000年侯湘婷《都是真的》
- 1999年侯湘婷《秋天別來》

## 外部連結
- 張家慧的新浪微博
- 張家慧在互联网电影资料库（IMDb）上的資料（英文）
- 張家慧在香港影庫上的簡介
- 張家慧在时光网上的簡介（简体中文）